# Nessaea faventia
Nessaea faventia är en fjärilsart som beskrevs av Hans Fruhstorfer 1910. Nessaea faventia ingår i släktet Nessaea och familjen praktfjärilar. Inga underarter finns listade i Catalogue of Life.